# Nurul Amin
Nurul Amin (Bhoke Island (Brits-Indië), 15 juli 1893 – Rawalpindi (Pakistan), 2 oktober 1974) was een Pakistaans politicus. Hij was in 1971 premier van het land.

## Levensloop
Amin behaalde in 1917 een Bachelor of Arts aan de Mymensingh Ananda Mohan College en in 1919 een Bachelor of Laws aan de Universiteit van Calcutta. Daarna werd hij werkzaam als advocaat. In dezelfde tijd werd hij lid van de Moslimliga en wist het in 1944 tot vicepresident te brengen van de Bengaalse afdeling van de partij. In 1946 werd hij in het parlement gekozen van de deelstaat Bengalen en bracht het zelfs tot voorzitter. In de regering van deelstaat onder leiding van Khawaja Nazimuddin werd hij minister van Goederen. Na de onafhankelijkheid van Pakistan had Amin zeven jaar zitting in het parlement van de nieuwe staat.
Na de oprichting van de staat Pakistan – en de dood van Mohammed Ali Jinnah - werd Nazimudin benoemd als Gouverneur-Generaal. Amin nam daarom zijn functie over als premier van de provincie Oost-Pakistan (het huidige Bangladesh). In die functie botste hij met de nationale regering over de status van Bengaalse taal. De meerderheid van de bevolking in Bengalen sprak Bengaals, maar deze werd toch niet als nationale taal beschouwd. Er kwam hiertegen veel protest uit Oost-Pakistan en het leidde tot wat bekend kwam te staan als de Bengaalse taalbeweging en een verzwakking van de positie van de Moslim Liga. Deze werd dan ook in 1954 bij de provinciale verkiezingen in Bengalen verslagen door een alliantie van partijen onder leiding van de Awami Liga van Huseyn Shaheed Suhrawardy. Amin verloor bij de verkiezingen zijn zetel in het parlement.
In 1962 maakte Amin de overstap naar de coalitie – het Nationaal Democratische Front (NDF) van Suhrawardy. Hij werd daardoor geassocieerd met de beweging die zich verzette tegen autocratische regering van president Ayub Khan. Na de dood van Suhrawardy in 1964 werd Amin hoofd van het NDF. In 1965 werd hij weer verkozen in het nationale parlement van Pakistan en was tot 1969 zelf oppositieleider. In 1969 werd hij ook uitgenodigd als vertegenwoordiger van het NDF om deel te nemen aan de Ronde Tafel-gesprekken met president Khan. Deze was daar toe genoodzaakt door de toenemende druk op zijn bewind. President Khan trad naar aanleiding van de gesprekken af en droeg de macht over aan zijn rechterhand Yahya Khan.
Amin richtte in 1969 de Pakistan Democratic Party (PDP) en nam namens deze partij deel aan de parlementsverkiezingen in 1970. Hij werd gekozen in het parlement en was een van de twee politici uit Oost-Pakistan die niet namens de Awami Liga waren verkozen. De taalkwestie had intussen voor verdere onrust en verzet gezorgd. Veel Oost-Pakistani voelden zich gediscrimineerd en in 1971 brak een de burgeroorlog uit die leidde tot de onafhankelijkheid van Oost-Pakistan.
Tijdens de oorlog werd Amin benoemd als premier. Hij bleef echter maar 14 dagen in functie, omdat president Yahya Khan toen aftrad. Door het slechte verloop van de oorlog kwam ook hij onder toenemende druk te staan om af te treden. Hij benoemde Zulfikar Ali Bhutto, op dat moment vicepremier en minister van Buitenlandse Zaken, als nieuwe president. Amin werd twee dagen later benoemd tot vicepresident, de enige persoon die deze functie heeft bekleed. Hij bleef in functie tot de opheffing van de noodtoestand in april 1972.
Na de oorlog was Amin erg teleurgesteld over het verlies van Oost-Pakistan. Door veel inwoners van Bangladesh werd hij gezien als verrader. Na de oorlog bleef Amin in West-Pakistan wonen. Hij overleed daar in 1974.
Liaquat Ali Khan · Khawaja Nazimuddin · Muhammad Ali Bogra · Chaudhry Muhammad Ali · Huseyn Shaheed Suhrawardy · Ibrahim Ismail Chundrigar · Feroz Khan Noon · Mohammed Ayub Khan · Nurul Amin · Zulfikar Ali Bhutto · Muhammad Khan Junejo · Benazir Bhutto · Ghulam Mustafa Jatoi ·
Nawaz Sharif · Balakh Sher Mazari · Nawaz Sharif · Moeenuddin Ahmad Qureshi · Benazir Bhutto · Malik Meraj Khalid · Nawaz Sharif · Pervez Musharraf · Zafarullah Khan Jamali · Chaudhry Shujaat Hussain · Shaukat Aziz · Muhammad Mian Soomro · Yousaf Raza Gilani · Raja Pervez Ashraf ·
Mir Hazar Khan Khoso · Nawaz Sharif · Shahid Khaqan Abbasi · Nasirul Mulk · Imran Khan · Shehbaz Sharif · Anwar ul Haq Kakar · Shehbaz Sharif